# 西岡野人
西岡 野人（にしおか のびと、1978年11月2日 - ）は、日本の俳優である。文学座所属。岐阜県出身。

## 出演作品

### 舞台
2006年
- 初舞台『オトコとおとこ』（文学座アトリエ公演）

2007年
- 『アラビアンナイト』(文学座本公演)地方公演 08年再演
- 『ペリクリーズ』(シェイクスピアシアター)俳優座劇場
- 『冬物語』(シェイクスピアシアター)俳優座劇場

2008年
- 『から騒ぎ』（日欧舞台芸術）ブラジル公演
- 『口紅〜rouge〜』（本公演）東京芸術劇場・小ホール

2009年
- 『オイディプスの娘(アンチゴーヌ)』高円寺明石スタジオ
- 『キンジテ』(unks)しもきた空間リバティ
- 『うわさの三国志』(影法師)R'sアートコート
- 『ハイキング』代々木パオ

2010年
- 『本当の戦いはここからだ』（東京の人）新宿ゴールデン劇場
- 『お気に召すまま』（シェイクスピア・シアター）紀伊国屋ホール
- 『ハロー・プリンス』（シェイクスピア・シアター）紀伊国屋ホール
- 『さらば砂嵐よ』しもきた空間リバティ

2011年
- 『にもかかわらずドン・キホーテ』（アトリエ）
- 『雨のワンマンカー』新宿サニーサイドシアター

2012年
- 『三人姉妹』（本公演）紀伊國屋ホール
- 『月の岬』（Pカンパニー）シアターグリーンBOXinBOXシアター

2013年
- 『不幸/一周忌』浅草見番
- 『わかれ道/通り雨』文学座新モリヤビル1F

2014年
- 『お気に召すまま』あうるすぽっと[2]

### テレビドラマ
- 10年先も君に恋して
- 大河ドラマ 鎌倉殿の13人 第46回（2022年、NHK）

### 劇場版アニメ
- コクリコ坂から
- ゲド戦記
- ハウルの動く城

### CM
- アサヒ十六茶 - 絶好調篇
- フラワーバレンタイン - Webムービー